# Jan Kokalj
Jan Kokalj (* 8. Juli 1997) ist ein slowenischer Leichtathlet, der im Mittel- und Langstreckenlauf an den Start geht.

## Sportliche Laufbahn
Erste internationale Erfahrungen sammelte Jan Kokalj bei den Crosslauf-Europameisterschaften 2015 in Hyères, bei denen er nach 19:20 min auf den 72. Platz im Juniorenrennen gelangte. Im Jahr darauf wurde er bei den Crosslauf-Europameisterschaften in Chia in 18:13 min 45. im U20-Rennen und 2017 belegte er bei den Balkan-Hallenmeisterschaften in Belgrad in 8:19,70 min den siebten Platz im 3000-Meter-Lauf. Im Juni wurde er bei der 2. Liga der Team-Europameisterschaft in Nikosia in 8:17,77 min Achter über 3000 Meter, ehe er im Dezember bei den Crosslauf-Europameisterschaften in Šamorín nach 25:34 min auf den 41. Platz im U23-Rennen gelangte. Im Jahr darauf belegte er bei den U23-Mittelmeer-Meisterschaften in Jesolo in 3:57,33 min den sechsten Platz im 1500-Meter-Lauf und anschließend belegte er bei den Balkan-Meisterschaften in Stara Sagora in 8:28,52 min den fünften Platz über 3000 Meter und kam über 1500 Meter nicht ins Ziel. 2019 kam er bei der 2. Liga der Team-Europameisterschaft in Varaždin über 3000 und 5000 Meter zum Einsatz und 2021 wurde er bei der 2. Liga der Team-Europameisterschaft in Stara Sagora in 14:38,75 min Sechster im 5000-Meter-Lauf. Bei den Crosslauf-Europameisterschaften 2022 in Turin erreichte er nach 33:47 min Rang 70 im Einzelbewerb und bei den Crosslauf-Europameisterschaften 2024 in Antalya wurde er nach 24:27 min 73. Im Jahr darauf belegte er bei der 2. Liga der Team-Europameisterschaft in Maribor in 14:18,91 min den zehnten Platz über 5000 Meter, ehe er bei den Balkan-Meisterschaften in Volos in 14:24,12 min den vierten Platz belegte und dort über 3000 Meter nicht ins Ziel kam.
In den Jahren 2017 und 2020 wurde Kokalj slowenischer Meister im 1500-Meter-Lauf sowie 2016 und 2017 und 2019 und 2020 über 3000 Meter. 2019, 2021 und 2024 wurde er Landesmeister über 5000 Meter sowie 2024 auch im 5-km-Straßenlauf. In der Halle siegte er 2018 und 2020 über 1500 Meter sowie 2017 und 2024 über 3000 Meter.

## Persönliche Bestleistungen
- 1500 Meter: 3:47,55 min, 2. September 2020 in Novo Mesto
  - 1500 Meter (Halle): 3:59,91 min, 1. Februar 2020 in Wien
- 3000 Meter: 8:10,06 min, 15. September 2020 in Zagreb
  - 3000 Meter (Halle): 8:17,16 min, 20. Februar 2022 in Novo Mesto
- 5000 Meter: 13:48,53 min, 14. Juni 2025 in Wien
- 5-km-Straßenlauf: 14:45 min, 1. Januar 2025 in Varaždin